# Витгенштейн (фильм)
«Витгенштейн» (англ. Wittgenstein) — псевдобиографическая драма 1993 года режиссёра-авангардиста Дерека Джармена о жизни и творчестве философа Людвига Витгенштейна (1889—1951). Лента изначально задумывалась Тариком Али как часть серии канала Channel Four из 12 фильмов о философах, однако завершены были только 4 сценария. При этом оригинальный сценарий литературного критика Терри Иглтона был почти полностью переработан режиссёром. 
Гомосексуальность Людвига Витгенштейна — основанное на слухах предположение режиссёра Дерека Джармена. Даже сам Джармен соглашался, что каких-либо убедительных оснований считать философа гомосексуалом нет. Идея макияжа для героини Тильды Суинтон с жёлтыми и синими полосами на лице была придумана самой актрисой. Сам Дерек Джармен считал, что снял комедию.

## Сюжет
Картина в театрализованной манере прослеживает жизненный путь Людвига Витгенштейна от рождения до самой смерти — детство, студенческие годы в Кембридже, где его наставником был Бертран Рассел и где начали формироваться идеи будущего философа, осознание своей гомосексуальности, пребывание на фронте во время Первой мировой войны, возвращение в Кембридж в статусе профессора.

## Создание фильма
В 1992 году Джарман получил заказ на создание фильма «Витгенштейн» от компании Bandung независимого продюсера Тарика Али, которая хотела снять серию фильмов о философах для Channel Four. Идея была в том, чтобы снять 12 часовых фильмов, начав с Сократа, Спинозы, Локка и Витгенштейна. Изначально сценарий был написан оксфордским профессором, литературным критиком и теоретиком неомарксизма Терри Иглтоном в духе социального реализма и совершенно без чувства юмора, больше касаясь философии Витгенштейна, чем его жизни, поэтому Джарман переделал сценарий вместе со своим помощником Тэдом Батлером. В основу нового сценария была положена биография Витгенштейна Рэя Монка. Был полностью переделан образ Витгенштейна. Такое сильное изменение сценария привело к напряженным взаимоотношениям между Джарменом и Иглтоном. Джармен был расстроен эти фактом, до этого у него не было конфликтов со сценаристами, потому что он предпочитал писать сценарии сам.
Режиссёр отмечал, что его задачей было сделать философский фильм, а не фильм о философии, поэтому скромный бюджет был даже кстати. Действительно, выделенный бюджет был очень скромным (Джармен называл сумму в 200 тысяч фунтов), но его хватило на то, чтобы снять небольшую студию за вокзалом Ватерлоо на 12 дней. Съёмки начались 5 октября 1992 года. Актёры работали практически бесплатно. Было решено покрасить стены в чёрный, а во время съемок использовать только яркие однотонные цвета для костюмов и реквизита. Это связано с тем, что Джарман заинтересовался размышлениями Витгенштейна о цветах. Вдохновлённый ими, Джармен напишет свою собственную книгу на эту тему — «Хрома». Единственным исключением является главный герой, одетый в твидовый пиджак и рубашку в соответствии со своей известной фотографией. Изначально планировалось купить готовые костюмы, но вскоре стало понятно, что это невозможно. Все съемки проходили внутри маленькой чёрной студии. По поводу этого фона Джармен говорил, что персонажи на этом фоне предельно концентрируются и начинают сверкать, словно красные карлики и зеленые гиганты, желтые полосы и голубые звезды.
В день снималось по шесть минут готового фильма, работа продолжалась с семи утра до полуночи. Возможно, от связанного со съёмками переутомления Джарман, который был серьёзно болен (за несколько лет до этого у него был диагностирован СПИД), практически на месяц попал в больницу Святого Варфоломея в ноябре 1992 с рецидивом бактериальной пневмонии. Его друзья, также работавшие на съёмках «Витгенштейна», боялись, что этот фильм станет последним в карьере режиссёра.

## Критика
В целом фильм был воспринят положительно, в том числе и в Кембридже, где ещё были живы люди, лично знавшие Витгенштейна. Признанный биограф философа Рэй Монк тоже хорошо принял фильм.
На сайте Rotten Tomatoes фильм получил рейтинг 83 %, основанный на 6 рецензиях критиков, со средней оценкой 7,2 из 10.
Дерек Элли из Variety описал это как «безукоризненную интеллектуальную шутку» с «гей подтекстом».

## В ролях
- Карл Джонсон — Людвиг Витгенштейн
- Майкл Гоф — Бертран Рассел
- Клэнси Чассей[англ.] — Молодой Витгенштейн
- Тильда Суинтон — Леди Оттолайн Моррелл
- Набиль Шабан[англ.] — Марсианин
- Джон Квентин — Мейнард Кейнс
- Кевин Коллинз — Джонни
- Линн Сеймур[англ.] — Лидия Лопокова
- Лейла Александер-Гарретт — Софья Яновская

## Награды
- На Берлинском кинофестивале 1993 года фильм получил специальную премию «Тедди».